# Metro 2033
Metro 2033 é um FPS de Survival Horror (first person shooter ou jogo de tiro em primeira pessoa de horror de sobrevivência) da 4A Games e distribuído pela THQ. O jogo é uma adaptação do romance homônimo Metro 2033, do autor russo Dmitriy Glukhovskiy.  A história acompanha a saga dos sobreviventes de uma guerra nuclear iniciada no ano de 2013, criando um cenário desolador em um mundo pós-apocalíptico coberto de cinzas. Os sobreviventes ao ataque nuclear mundial se vêem obrigados a procurar abrigo nos subterrâneos, nos metrôs da cidade.
Foi anunciada uma continuação com o nome Metro: Last Light lançado no dia 17 de maio de 2013.

## Enredo
O jogador assume o papel de Artyom, um jovem de 20 anos órfão ainda criança. Ele nasceu poucos anos antes de um devastador ataque nuclear, deixando pelo menos 40 mil sobreviventes em Moscou, transformando a esta capital em um deserto carbonizado e inóspito. As lembranças de Artyom envolvem o jogador durante toda trama, pois o lugar onde ele viveu enquanto criança sofreu mudanças terríveis, mudando drasticamente o modo de vida dos seres humanos. O enredo conta como os sobreviventes se refugiaram nos metrôs da cidade, onde lutam com mutantes (criados a partir da radiação) para sobreviver. Se não fosse o bastante lutar contra esses monstros, o jogador se vê em meio a uma disputa política e militar entre as facções criadas nos túneis de metrô. Comunistas, nazistas e criminosos estão constantemente interferindo na trajetória de Artyom em meio aos subterrâneos de Moscou.

## Artyom
Artyom, (Артём, em russo) é o personagem principal da série Metro 2033. Artyom é silencioso e, em muitas maneiras, misterioso. Ele raramente fala no jogo e permite que muitos dos personagens que ele conhece falar em seu nome. Artyom, nascido poucos dias antes do ataque nuclear, foi levantado sob a terra para o metrô, desde então, ele vive com o padrasto em Exposição, a estação, alguns anos mais tarde sofre ataques constantemente dos Dark Ones. Hunter estava investigando os Dark Ones, e depois de descobrir o suposto interesse deles em sua estação, foi dada a Artyom a responsabilidade de viajar para o centro do metrô para avisar o resto das estações e pedir ajuda a Polis.
Depois de defender com êxito a Exposição contra uma horda de nosalises, Alex revelou à humanidade que a verdadeira ameaça para a continuação e sobrevivência árdua são os Dark Ones, uma espécie misteriosa de mutantes que parecem ser o próximo passo da evolução humana. Logo antes de Hunter sair para tentar encontrar e supostamente matar os Dark ones, ele fala a Artyom que, se ele não voltar em um dia, que Artyon deveria ir até a Polis procurando um homem chamando Miller, líder dos Rangers, e entrega-lo sua identificação. Hunter não retorna, e assim, a viagem começa.
Ao chegar á Polis, Artyom apresenta a identificação de Hunter a Miller. Ele convoca o Conselho da Polis, um conselho que reúne os principais generais e líderes da resistência humana. No entanto, o conselho rejeita a ameaça por causa da falta de recursos e de homens necessários para uma eventual guerra e porque eles supuseram que ele era apenas um cara supersticioso de alguma estação remota. A esperança é renovada quando Miller promete sua ajuda para parar os Dark Ones e salvar a Exposição, juntamente com o resto do metrô. Ele propõe a ida até uma base de lançamento na maior parte intacta de Moscou, chamada pelo codinome "D6". Lá, é ativado um míssil para o centro de Moscou, que está quase tomada por uma espécie de biomassa mutante. Esta é a missão final, que culmina com a conclusão da história.

## Dark Ones
Dentro do universo de Metro 2033, os Dark Ones (As Sombras) são criaturas humanóides, que são descendentes de seres humanos que sobreviveram ao holocausto nuclear e se adaptaram a este novo mundo pós-apocalíptico. Pouco se sabe sobre eles, mas acredita-se que eles são o próximo passo na evolução humana, sendo citados na própria história como Homo novus.

## Anatomia
Fisicamente, os Dark Ones tem braços e pernas finas. Possuem mãos de grandes dimensões e os dedos longos. A cor da pele, assim como muitos outros mutantes, é um tom cinza escuro. Apesar de sua aparência física, os Dark Ones estão estreitamente relacionados aos seres humanos. Em termos de biologia, não são tão diferentes, mas são melhor adaptados para sobreviver no mundo recentemente devastado. São extremamente resistentes ao calor, ao frio, à radiação e aos gases tóxicos. Possuem agilidade inferior a dos humanos, sendo bastante lentos, mas são, também, fracos no que diz respeito a força física. Não precisam se alimentar nem ingerir água. Possuem, no entanto, grandes poderes telepáticos. Podem manipular visões nas mentes humanas e são capazes de os levar à loucura, além de poderem se comunicar a longas distâncias por telepatia. Conseguem, aparentemente, controlar certos mutantes por curtos períodos de tempo.

## D6
D6 é uma antiga base de lançamento de mísseis e um enorme bunker, Localizada no subterrâneo, cujo acesso é bem escondido no Metrô, e cuja existência é considerada como uma espécie de lenda entre os moradores do subterrâneo. As informações encontradas na biblioteca de Moscou permite que Artyom, Miller e um grupo de Rangers a utilizem para destruir o centro de Moscou, que está dominado por mutantes e pelos Dark Ones.
D6 é uma instalação enorme em forma de cilíndro, que se ergue em torno de um eixo central. Esse eixo cilíndrico enorme no meio da salão possui um elevador que se move verticalmente. Abaixo é onde se localiza a sala de controle primário da instalação, de onde as instalações militares de Moscou podem ser acessadas e controladas. D6 tem muitos armazéns de suprimentos, incluindo salas de armazenamento cheias de equipamentos militares - tanques e outros blindados, lança-mísseis, munições e armas.
Quando Artyom e seu grupo chegam a D6, a instalação é encontrada lacrada e em estado de completo abandono, cheia de gases tóxicos e completamente sem eletricidade. Após um tempo, Miller consegue reativar o mínimo indispensável para permitir que Artyom ligue os filtros de ar para tirar o ar tóxico, o que permite um reinício completo dos principais sistemas elétricos, incluindo a sala de controle do piso inferior. Infelizmente, os geradores não conseguem suprir a base por muito tempo, e Artyom, junto com Miller são obrigados a viajar para o mais profundo interior da instalação, que são inundadas e infestadas por um tipo de biomassa mutante . Artyom é obrigado a reativar o reator nuclear da base manualmente, que é preparada para enviar um ataque ao centro de Moscou.
Devido ao estado desolado da instalação, pode-se especular que ela foi abandonada e fechada logo após o apocalipse nuclear. Também não se sabe exatamente o que são as amebas encontradas na parte inferior da D6 - estas podiam ser eventualmente algum tipo de armamento biológico que foi transformado ao longo dos vinte anos de radiação. Em vários pontos ao longo do prédio, há indícios de luta, como uma pilha de cartuchos vazios e manchas escuras nas paredes e piso que poderia ser sangue.